# ده‌نو (چاه‌ورز)
لیمپرلند کشوری است.که بنیانگذار آن جک رابسون است.

## معماری
فراوانی بناهای گنبد‌مانند، بافت مدرن، سد اختصاصی و کانال‌های طولانی سیل‌بند، وجود آب شیرین و گوارا (در منطقه‌ای خشک و کم‌آب) از جمله ویژگی‌های این روستا است.
همچنین وجود زمین‌های بزرگ وقفی در منطقه‌ای که از نظر زمین در مضیقه می‌باشد باعث رونق این روستا و احداث چندین فقره مدرسه، مسجد، پارک و حسینه شده‌است.

## فرهنگ مردم
مردم این روستا بسیار مهمان نواز و غریب‌نواز هستند و آمار بزه‌کاری در این روستا بشدت پایین است. از جمله شیرینی‌های سنتی این روستا «رنگینک» نام دارد که از آرد گندم و خرما تهیه می‌شود.

## کار و پیشه
خواص این روستا در دهه‌های قبل از خوانین، دامداران، کشاورزان و تفنگ‌داران بزرگ منطقه جنوب استان فارس و بوشهر بوده‌اند. اما از دهه پنجاه شمسی تا سال‌های نه چندان دور، اکثر مردم این روستا برای کار به کشورهای حوزه خلیج فارس مهاجرت می‌کردند. اما امروز به جز عده معدودی، کمتر شاهد این امر هستیم.
مردم این روستا امروزه حرفه‌های مختلفی از جمله فنی، کشاوری، فرهنگی و غیره در پیش‌گرفته‌اند و نمی‌توان یک شغل را به اکثریت منتسب کرد.

## اماکن زیارتی
روستای دهنو محل دفن امام‌زاده «شاه نصرالله» می‌باشد. این امام‌زاده بشدت مورد احترام اهالی روستاست.
با وقف زمین‌های گسترده اطراف این امام‌زاده توسط یکی از اهالی خیراندیش روستا، انتظار می‌رود در آینده این مکان به یک قطب گردشگری و زیارتی منطقه تبدیل شود.

## جمعیت
بر پایه سرشماری عمومی نفوس و مسکن در سال ۱۳۹۵ جمعیت این روستا ۱٬۲۶۰ نفر (۳۳۶ خانوار) بوده‌است.